# Amstel Gold Race 2015
L'Amstel Gold Race 2015, cinquantesima edizione della corsa e valevole come undicesima prova dell'UCI World Tour 2015, si svolse il 19 aprile 2015 su un percorso di 251,4 km, con partenza da Maastricht e arrivo a Berg en Terblijt, nei Paesi Bassi. La vittoria fu appannaggio del corridore polacco Michał Kwiatkowski, il quale completò il percorso in 6h31'49", alla media di 38,498 km/h, precedendo lo spagnolo Alejandro Valverde e l'australiano Michael Matthews.
Sul traguardo di Berg en Terblijt 129 ciclisti, su 200 partiti da Maastricht, portarono a termine la competizione.

## Squadre e corridori partecipanti
| N.      | Cod. | Squadra                |
| ------- | ---- | ---------------------- |
| 1-8     | BMC  | BMC Racing Team        |
| 11-18   | ALM  | AG2R La Mondiale       |
| 21-28   | FDJ  | FDJ                    |
| 31-38   | AST  | Astana Pro Team        |
| 41-48   | EQS  | Etixx-Quick Step       |
| 51-58   | IAM  | IAM Cycling            |
| 61-68   | LAM  | Lampre-Merida          |
| 71-78   | LTS  | Lotto-Soudal           |
| 81-88   | MOV  | Movistar Team          |
| 91-98   | OGE  | Orica-GreenEDGE        |
| 101-108 | TCG  | Team Cannondale-Garmin |
| 111-118 | TGA  | Team Giant-Alpecin     |
| 121-128 | KAT  | Team Katusha           |

| N.      | Cod. | Squadra                     |
| ------- | ---- | --------------------------- |
| 131-138 | TLJ  | Team Lotto NL-Jumbo         |
| 141-148 | SKY  | Team Sky                    |
| 151-158 | TCS  | Tinkoff-Saxo                |
| 161-168 | TFR  | Trek Factory Racing         |
| 171-178 | BAR  | Bardiani-CSF                |
| 181-188 | CCC  | CCC Sprandi Polkowice       |
| 191-198 | CLT  | Cult Energy Pro Cycling     |
| 201-208 | MTN  | MTN-Qhubeka                 |
| 211-218 | NIP  | Nippo-Vini Fantini          |
| 221-228 | ROP  | Roompot Oranje Peloton      |
| 231-238 | TSV  | Topsport Vlaanderen-Baloise |
| 241-248 | WGG  | Wanty-Groupe Gobert         |

## Ordine di arrivo (Top 10)
| Pos. | Corridore          | Squadra     | Tempo    |
| ---- | ------------------ | ----------- | -------- |
| 1    | Michał Kwiatkowski | Etixx       | 6h31'49" |
| 2    | Alejandro Valverde | Movistar    | s.t.     |
| 3    | Michael Matthews   | Orica       | s.t.     |
| 4    | Rui Costa          | Lampre      | s.t.     |
| 5    | Greg Van Avermaet  | BMC         | s.t.     |
| 6    | Tony Gallopin      | Lotto       | s.t.     |
| 7    | Julian Alaphilippe | Etixx       | s.t.     |
| 8    | Enrico Gasparotto  | Wanty       | s.t.     |
| 9    | Maciej Paterski    | CCC Sprandi | s.t.     |
| 10   | Philippe Gilbert   | BMC         | s.t.     |